# Heinäjärvi (sjö i Jämsä, Mellersta Finland)
Heinäjärvi är en sjö i kommunen Jämsä i landskapet Mellersta Finland i Finland. Sjön ligger 114,8 meter över havet. Arean är 55 hektar och strandlinjen är 5,82 kilometer lång. Sjön  ingår i Kymmene älvs huvudavrinningsområde.   Den ligger omkring 43 kilometer sydväst om Jyväskylä och omkring 200 kilometer norr om Helsingfors. 